# حور شعري الثمار
حور شعري الثمار (الاسم العلمي:Populus trichocarpa) هي نوع نباتي يتبع جنس الحور من الفصيلة الصفصافية.  